# サイバーパトロール
サイバーパトロール（英: Cyber Patrol）とは、インターネット上のウェブサイトを巡回し、著作権侵害・わいせつ物頒布・覚せい剤売買などの違法行為や自殺幇助などの有害情報を監視することである。

## 概要
各都道府県警察・警察庁・文部科学省から委託された団体・民間企業などが違法サイトや有害情報を巡回チェックを行い、プロバイダへの削除要請など適切な対応を行う。各都道府県警察では違法行為に対する捜査を行い、被害者からの相談や情報提供も受け付けている。特にわいせつ物頒布、自殺幇助、脅迫、覚せい剤売買などの洗い出し・検挙が多い。「学校裏サイト」と呼ばれる悪質サイトやその他でのいじめや中傷行為などに対する監視も活発となっている。
警察庁は闇サイト殺人事件を受け、2008年度からサイバーパトロール業務を民間委託することで、インターネット上の違法・有害情報への監視体制を強化する方針を固めた。それ以前までは各都道府県やボランティア団体の一部によってパトロールが実施されていたが、警察は捜査中心でパトロールに充てられる人員が不足していたほか、ボランティアも有料サイトの閲覧ができないデメリットがあった。そのため、監視業務を1つの民間団体・法人に委託し、有料サイトにも登録するなどして、積極的な情報収集に乗り出すことにした。
2023年1月26日、警察庁はインターネット上の有害情報について、サイト管理者などに削除要請を行う対象を大幅に拡充する方針を固めた。手製銃が使用された2022年7月の安倍晋三銃撃事件を受けた対策の一環で、銃器の製造や殺人・強盗の勧誘など7類型を対象に加えることで、要人テロや各地で頻発している「闇バイト」による強盗などを防ぐ狙いがある。銃撃事件を受けて、警察庁は全国の警察に対して要人テロの予兆となり得るインターネット上の書き込みなどを収集・分析に特化したサイバーパトロールの実施を指示した。従来のサイバーパトロールは違法薬物の密売買や児童ポルノなどの摘発が目的であったが、警察庁は従来のサイバーパトロールを活用することで、要人への不満などを執拗に書き込む人物に対する情報収集を行い、襲撃を未然に防ぐこととした。